# Foxy Lady
Foxy Lady (en español: Dama astuta) es el octavo álbum de estudio de la cantante estadounidense Cher, fue lanzado en 1972 a través de Kapp Records.

## Información del álbum
Foxy Lady fue lanzado en julio de 1972, bajo el sello de la compañía Kapp Records, fue producido por Snuff Garrett y Sonny Bono, este último solo intervino en tres canciones.
Debido al devastador fracaso del álbum y a la tensión que rodeaba el ambiente en ese entonces, Snuff Garrett decide renunciar luego de que terminaran las grabaciones. Entonces, Sonny Bono regresa como único productor discográfico de la cantante, con Bittersweet White Light, que igualmente fue un fracaso en ventas. Viendo esto, la MCA Records llama a Garrett nuevamente para que produzca el álbum Half-Breed, él acepta pero con la condición de que Sonny Bono no intervendría en el proyecto. Posiblemente sea este el motivo por el cual existió una rivalidad entre los dos productores.
En un principio, Foxy Lady tuvo éxito en las listas de popularidad con el sencillo “Living in a House Divided”, sin embargo no fue suficiente como para competir con otros hits de comienzos de la decaída de los setenta. La mayor parte del álbum son covers de baladas, como “Never Been To Spain” o “Song for You”. La crítica rechazó el álbum.
Poco después se lanzó el segundo y último sencillo, “Don't Hide Your Love”. Este no repite, ni siquiera, el moderado éxito de su antecesor, “Living in a House Divided”. Después de Foxy Lady empieza una serie de devastadores fracasos comerciales (no consecutivos) de Cher en la década de los setenta.
En 1999, esta producción se relanzó en una recopilación especial llamada Cher/Foxy Lady, que también contiene las canciones del álbum anterior de la cantante, Gypsys, Tramps & Thieves.

## Lista de canciones
Lado A
1. "Living in a House Divided" (Bahler) – 2:59
2. "It Might As Well Stay Monday"  (Chandler) – 3:02
3. "Song for You"1 (Leon Russell) – 3:18
4. "Down, Down, Down" (Jack) – 2:56
5. "Don't Try to Close a Rose" (Greco) – 2:45

Lado B
1. "The First Time" 2 (Sonny Bono) – 3:13
2. "Let Me Down Easy"  (John Simon, Al Stillman) – 2:32
3. "If I Knew Then" (Bob Stone) – 2:36
4. "Don't Hide Your Love"3 (Neil Sedaka, Howard Greenfield) – 2:50
5. "Never Been to Spain" (Hoyt Axton) – 3:25

## Créditos
Personal
- Cher - voz principal

Producción
- Snuff Garrett - productor discográfico
- Sonny Bono - productor discográfico
- Al Capps - arreglo musical
- Gene Page - arreglo musical
- Michael Rubini - arreglo musical

Diseño
- Virginia Clark - dirección artística
- Sonny Bono - fotografía

## Listas de popularidad
| Lista (1971)          | Posición más alta |
| --------------------- | ----------------- |
| EE. UU. Billboard 200 | 43                |